# Can You Feel It (chanson de Larry Heard)
Pour les articles homonymes, voir Can You Feel It.
Can You Feel It est un morceau de house de 1986 composé par Larry Heard (aussi connu sous le nom de Mr. Fingers). C'est l'un des tout premiers morceaux de deep house. Son influence sur le genre est d'ailleurs comparée à celle qu'a eu Strings of Life (en) de Derrick May (1987) sur la techno de Détroit.

## Composition
Le morceau a été réalisé au moyen du synthétiseur polyphonique Roland Juno-60 et de la boîte à rythmes Roland TR-909. Le synthétiseur produit une ligne de basse à 6 notes dans le style classique house de l'époque, que le TR-909 accompagne sur un rythme à 116 bpm. Larry Heard enregistre cette base dans son appartement de Chicago en une prise et avec deux lecteurs cassettes. Il la complète ensuite par un pad au Juno-60 jouant des accords de septième d'espèce.
Cet apport nouveau pour la house est décrit comme la touche qui, dans la veine de Debussy ou Satie, amène toute la profondeur caractéristique du morceau. C'est cette profondeur qui donnera son nom au genre deep house.

## Sortie originale
Can You Feel It sort initialement en 1986 en tant que morceau instrumental sur l'EP Washing Machine de Mr. Fingers sur le label Trax. Il rencontre le succès à la fois dans la scène club de Chicago et celle de Grande-Bretagne, alors naissante à Londres et dans les Midlands.
En 1988, le morceau est finalement inclus sur l'album Another Side de Fingers Inc.

## Remixes
Bien que la version originale ait été instrumentale, il existe des versions, pour certaines plus connues que l'originale, qui incluent des paroles ou des discours.
Selon Larry Heard lui-même, cela commence avec le Hot Mix 5 et des DJ comme Farley « Jackmaster » Funk qui incluent régulièrement des samples dans leurs sets. Pour Can You Feel It des discours de Martin Luther King ou Malcolm X sont alors fréquemment ajoutés. Une version mixée au célèbre discours I have a Dream de Martin Luther King est d'ailleurs officiellement sortie sur le label Jack Trax à la suite de la permission accordée par la King Foundation de réutiliser le discours.
Mais la plus célèbre des versions reste certainement celle dite notamment de Can you feel it : My House ou Can You Feel It - Vocal, popularisée à la suite de sa diffusion sur les ondes britanniques et européennes et qui entrainera des copies illégales du morceau. Elle se base sur le morceau de 1987 de Rhythm Controll intitulé My House. Celui-ci contient des paroles prononcées par Chuck Roberts à propos du ressenti et de la signification de la house, le fameux discours du personnage fictif Jack : « This is my House ». En 1988, la version a cappella de ce morceau est superposée dans un remix à la version originale instrumentale de Larry Heard. Le titre inclut également en introduction des extraits de Opening/Can You Feel It des Jacksons provenant de leur album The Jacksons Live! de 1981. Bien que nombre de DJs la jouaient déjà auparavant, Eddie Richards, un DJ britannique, officialisera cette version en l'éditant en vinyle sur le label Jack Trax, label qui s'occupait de la distribution de la version originale au Royaume-Uni. Cette version vocale du titre fut rejetée par Larry Heard, qui avait toujours catégoriquement désapprouvé l'échantillonnage des œuvres d'autres artistes sans leur permission. 
Un mix alternatif plus rare a également été réalisé avec la voix soul du chanteur Robert Owens de Fingers Inc.

## Influence et reconnaissance
Mixmag a classé le morceau 19e de son classement des 100 meilleurs singles Dance de tous les temps en 1996, ajoutant :
Schéma directeur de tous les morceaux deep house oniriques qui ont suivi, la magie de Mr. Fingers provient du rythme lent et somnambulant, des accords simples et touchants de synthé ainsi que du frisson de joie accompagnant chacune des fois que l'on entend le charleston résonner brillamment par dessus l'ensemble. Aucun set house de 1988 n'avait l'air véritablement complet sans la version britannique qui superposait Martin Luther King aux instruments de Larry Heard en fin de la soirée.
Slant Magazine a classé le morceau 51e dans sa liste des 100 meilleurs titres Dance en 2006.
The Guardian a inclus le morceau dans sa rétrospective sur la musique moderne: A history of modern music: Dance en 2011.
Time Out a placé le morceau 5e de son classement Les 20 meilleurs morceaux house de tous les temps en 2015, ajoutant :
À ceux qui considèrent la musique électronique comme dépourvue d'émotion, nous vous offrons ce chef-d'œuvre stupéfiant de 1986 du saint Larry Heard (sous son alias Mr Fingers). Hymne ultime de l'aube, la combinaison de basses acides, remue-cul, bas de gamme et de synthés ivres rend cette musique plus vivante qu'un flashback acide.

## Dans la culture populaire
Le remix vocal du morceau est utilisé dans la station de radio SF-UR du jeu vidéo Grand Theft Auto: San Andreas.